# Veenoord
Veenoord est un village situé dans la commune néerlandaise d'Emmen, dans la province de Drenthe. Le 1er janvier 2004, le village comptait 2 200 habitants.